# Rahat
Rahat (en hebreo: רהט) (en árabe: رهط) es una ciudad del Distrito Meridional de Israel con una población predominantemente beduina. De acuerdo con la Oficina Central de Estadísticas de Israel (OCEI), en 2016 la ciudad tenía una población de 64.462 habitantes, lo que la convertía en la ciudad beduina más grande del mundo y la única con el estatus de ciudad en Israel. También es una de las ciudades más pobres de Israel.
Rahat es uno de los siete municipios beduinos en el desierto del Néguev con planes de desarrollo urbanístico aprobados por la administración e infraestructuras desarrolladas, siendo las otras seis Hura, Tel as-Sabi, Ararat an-Naqab, Lakiya, Kuseife y Shaqib al-Salam.

## Etimología
En árabe, "rahat" significa "alivio" o "grupos" (también es un nombre propio árabe mayoritariamente masculino). En hebreo significa "abrevadero".

## Diseño
La ciudad tiene un total de 33 barrios, cada uno de ellos para un clan beduino distinto con la excepción de un solo barrio que contiene miembros de diversos clanes. Entre un barrio y otro se encuentra un uadi. Solo tres calles de Rahat tienen nombre: las calles Omar Ibn Hattab, Saladino y Yitzhak Rabin (que posteriormente cambió su nombre por "calle de la Paz"). Los barrios están denominados con números. La ciudad también tiene un mercado, servicios públicos y comerciales, parques comunitarios, áreas públicas, centros de promoción del empleo femenino, zonas de juego infantiles y varias mezquitas. La falta de crecimiento urbano y, en especial, de permisos para construir nuevos edificios, unida a la demolición de aquellos que se construyen sin permisos, es uno de los principales problemas de Rahat. Las autoridades municipales han protestado por la extrema carencia de refugios contra cohetes procedentes desde la Franja de Gaza.

## Demografía
| Año     | Población | Crecimiento |
| ------- | --------- | ----------- |
| 1983    | 9.200     | -           |
| 1995    | 23.200    | +8,01%      |
| 2008    | 50.000    | +6,08%      |
| 2015    | 62.400    | +3,22%      |
| 2016    | 64.500    | +3,37%      |
| Fuente: |           |             |

Según la Oficina Central de Estadísticas de Israel (OCEI), la composición étnica de la ciudad en 2001 era casi por completo beduina, careciendo de una población judía significativa, lo que hacía de ella el mayor asentamiento beduino de Israel. En Rahat viven miembros de muchos clanes beduinos, como es el caso de los Al-Qrenawi, Tarabin, Al-Huzeil, Al-Tayaha, Al-Azazma, Al-Jubur, Al-Tawarah, Howeitat, AbuZayed, etc. La de Rahat es una población joven, dado que más de la mitad de sus habitantes tienen menos de 18 años. 
Según la propia OCEI, en 2001 había en la ciudad 16.300 hombres y 16.100 mujeres. En cuanto a las franjas de edad, el 65,2% de la población tenía 19 años o menos, el 15,8% se encontraba entre los 20 y los 29 años de edad, el 12% entre los 30 y los 44, el 4,7% entre los 45 y los 59, el 0,9% entre los 60 y los 64 y el 1,4% restante eran mayores de 64 años. La tasa de crecimiento de la población de Rahat era del 5,9% anual. 
En 2010, la misma fuente informaba de que la población de Rahat casi se había doblado, llegando hasta los 26.700 hombres y 26.400 mujeres. En cuanto a las franjas de edad, el porcentaje de población con 19 años o menos había descendido hasta el 60,4%, mientras que el 15,4% se encontraba entre los 20 y los 29 años de edad, el 15,3% entre los 30 y los 44, el 5,9% entre los 45 y los 59, el 1% entre los 60 y los 64 y el 2% restante eran mayores de 64 años. La tasa de crecimiento se había reducido significativamente hasta situarse en el 2,7% anual.
Según el alcalde de la ciudad, esta alberga también a unos 7000 inmigrantes ilegales, cifra que se ha mantenido estable a lo largo de los años.

## Historia

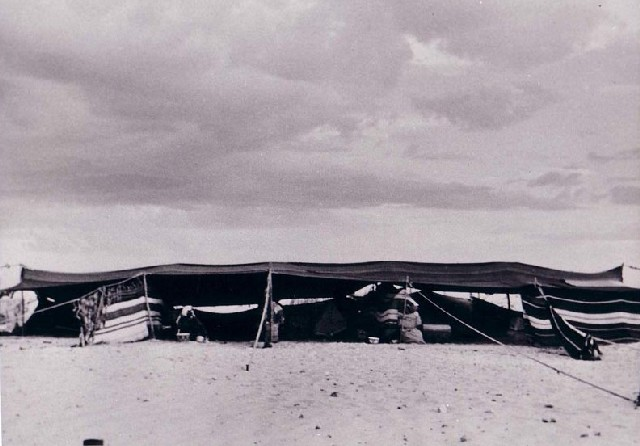
Tienda beduina en al-Hezeel, posteriormente renombrada Rahat (1955).

La zona en la que se encuentra Rahat había pertenecido tradicionalmente a la tribu de los Al-Tayaha, del clan Al-Hezeel. De hecho, hasta 1972, el nombre de la ciudad era Al-Hezeel (en árabe, الهزيل). En 1972, el gobierno de Israel dio a la ciudad consideración de asentamiento permanente para lo beduinos de la zona que careciesen de domicilio fijo. Hasta 1980, Rahat formó parte del Concejo Regional Bnei Shimon, y desde ese año hasta 1994 tuvo carácter de municipio (administrado por un equipo directivo privado hasta 1989). En 1994 obtuvo la consideración de ciudad, convirtiéndose en la primera ciudad beduina en la historia de Israel. 
Ese mismo año, las ciudades de mayoría árabe en Israel fueron testigo de violentas protestas como consecuencia de la masacre de la Cueva de los Patriarcas en Hebrón. En Rahat, un ciudadano beduino murió abatido por la policía en una serie de actuaciones a las que el jefe de la policía israelí, Rafi Peled, aludió en un informe interno afirmando que "en Rahat disparamos demasiado".

### Actualidad

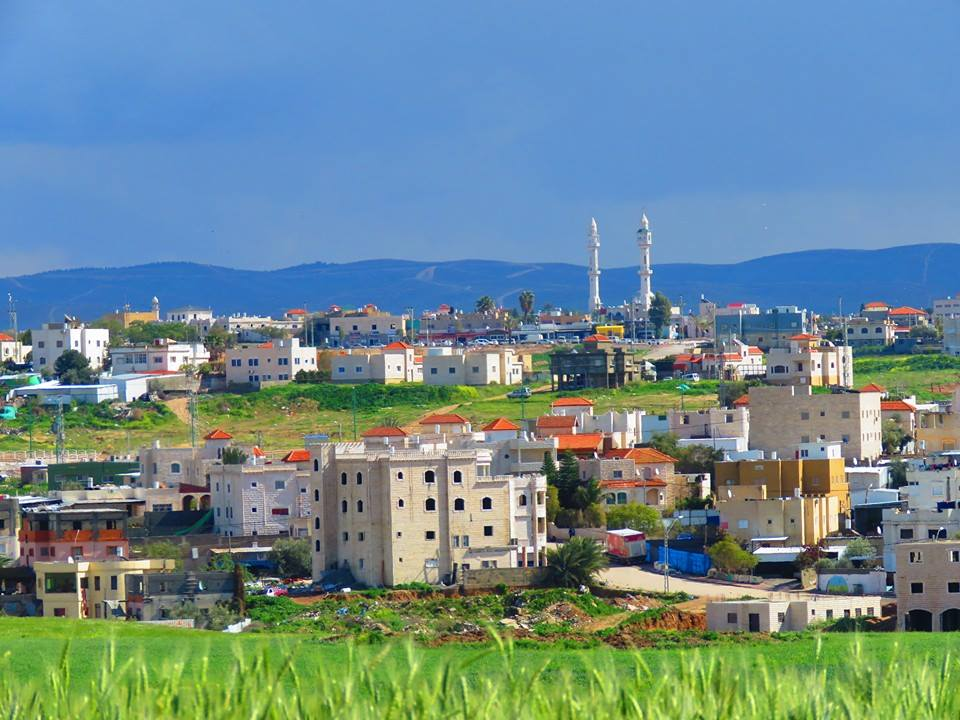
Rahat en la actualidad

El proceso de sedentarismo supone por lo general un importante sufrimiento para las sociedades que lo atraviesan, dado que implica el paso de un estilo de vida a otro radicalmente distinto, una transición de la itinerancia a la residencia permanente, y la sociedad beduina no fue una excepción. Como consecuencia de unos cambios súbitos e inesperados en su estructura social, los beduinos han afrontado numerosas dificultades, principalmente relacionadas con problemas de integración.  
Tanto la tasa de desempleo como la de criminalidad siguen siendo altas en los municipios beduinos. Aunque la educación es obligatoria hasta los 16 años, la gran mayoría de la población no llega a los institutos de enseñanza secundaria. Las mujeres se enfrentan a frecuentes episodios de discriminación sexista debido al sistema patriarcal de la sociedad beduina. Un problema añadido es la limitación del espacio municipal, dado que la construcción de nuevos edificios en tierras estatales o el establecimiento de nuevos asentamientos sin reconocimiento estatal suele desencadenar la demolición de los edificios.
Rahat está considerado uno más de una serie de proyectos destinados a mejorar la vida de los beduinos del Néguev. A diferencia de las aldeas beduinas no reconocidas, que apenas tienen acceso a las redes de electricidad, agua corriente u otros servicios, esta ciudad puede proveer a sus habitantes todos los servicios básicos. Sin embargo, en diciembre de 2009, la ciudad obtuvo una pésima nota (1 sobre 10) en desarrollo socioeconómico. Solamente un 40% de los alumnos que estudian el último año de instituto pueden graduarse. Los habitantes de Rahat se quejan del racismo y la discriminación que sufren por parte de las autoridades, hasta el punto de que The Times of Israel comparó a la ciudad con la estadounidense Ferguson y la muerte a manos de la policía israelí de Sami al-Jaar, un joven beduino de 20 años, con la de Michael Brown en los EE. UU. El entierro de al-Jaar desencadenó violentas protestas en la ciudad que provocaron la muerte de otro ciudadano de Rahat, Sami Ziadna, de 43 años. El 21 de marzo de 2019 tuvo lugar una huelga general en Rahat por las continuas demoliciones de casas que Israel ha llevado a cabo entre la comunidad árabe, y en especial por la destrucción de seis casas de la familia al-Atayqa en la propia Rahat. Las autoridades israelíes afirmaron que estas casas habían sido construidas sin permisos, mientras que la ONG israelí Adalah denunció que solo el 4,6% de las casas que se construyen en Israel se encuentran en localidades de mayoría palestina, cuya comunidad supone en torno al 20% de la población israelí.

## Economía

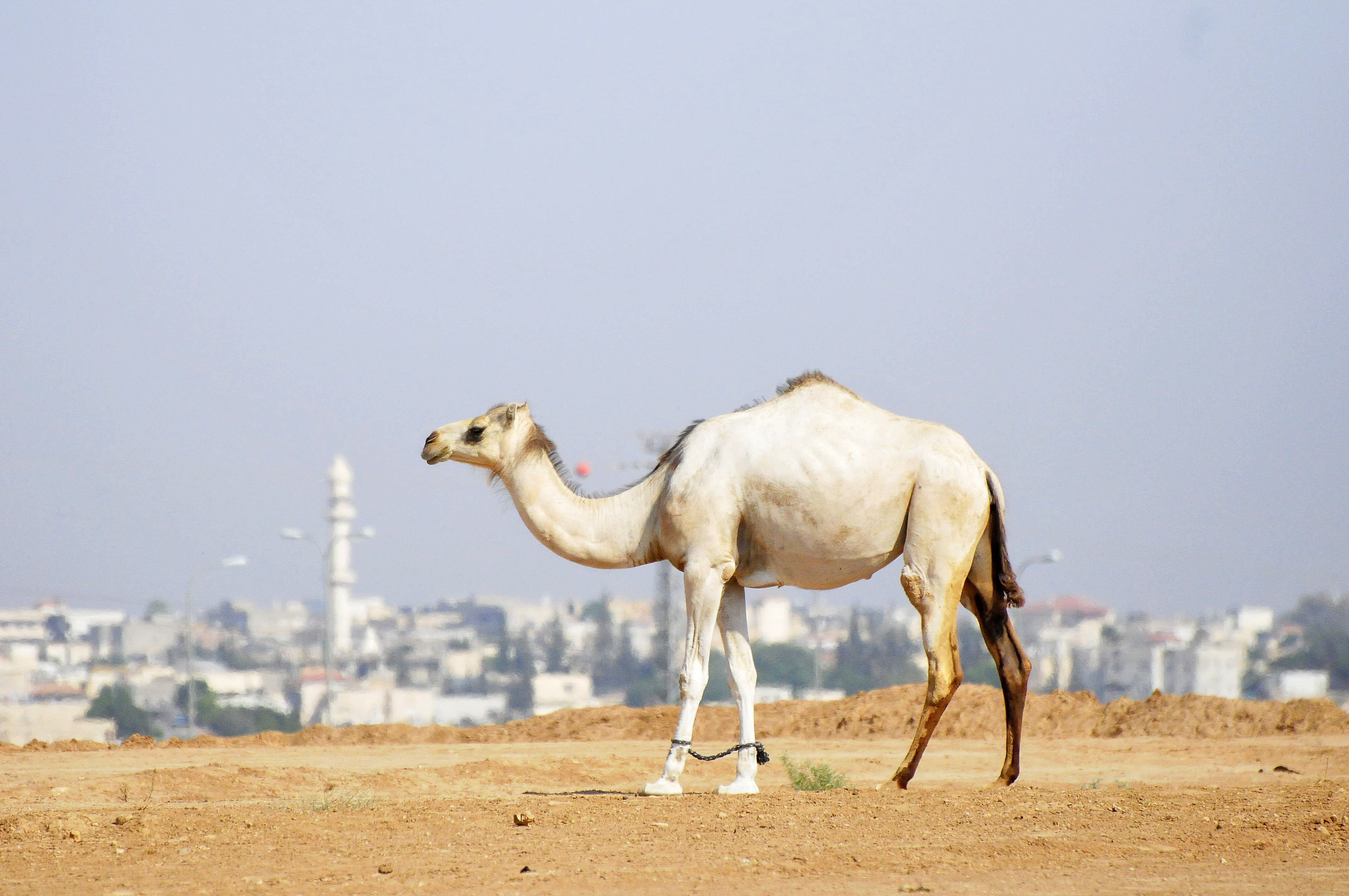
Camello con la ciudad de Rahat en el fondo

El municipio se encuentra cerca de Beerseba, por lo que su economía está estrechamente relacionada con la de esta ciudad. Hay un parque industrial en los suburbios de Rahat y otro nuevo, conocido como Idan haNegev, se abrió en 2015 al sureste de la ciudad. Hay muchas otras zonas industriales en la zona, incluyendo los de las ciudades de Beerseba y Hura. Otro importante número de habitantes de Rahat trabaja en el sector servicios de la propia Beerseba. Hay numerosas organizaciones que ayudan a promover el emprendimiento entre los aproximadamente 210.000 beduinos que viven en el desierto del Néguev, y que se centran especialmente en las mujeres de esta comunidad.     
En 2005, la ciudad de Rahat fue una de las primeras del país en conectarse a la red WiMAX. Dos años después, en 2007, el Centro para el Desarrollo Económico Judeo-Árabe comenzó un proyecto de emprendimiento y empleo para los habitantes de Rahat. Unas 40 mujeres beduinas tomaron parte en él y recibieron cursos sobre búsqueda de trabajo, habilidades informáticas y gestión de negocios. Doce de ellas han abierto sus propios negocios desde entonces, que van desde tiendas hasta sastrerías, peluquerías, restaurantes y costura.     
En 2009, el municipio se vio incapaz de pagar sus facturas del agua y el suministro de agua se vio interrumpido durante cinco horas. Desde entonces, Rahat ha desarrollado su propia empresa de gestión de aguas, que ha asumido el control del suministro de agua y del mantenimiento de las alcantarillas.    

### Ingresos
Según las cifras de la Oficina Central de Estadísticas de Israel (CBS), en el año 2000 el salario medio mensual de un trabajador asalariado en Rahat era de 3.008 séquels. Los hombres ganaban una media de 3.502 séquels, mientras que las mujeres apenas llegaban a los 1.394 séquels. Los ingresos medios para los trabajadores por cuenta propia eran de 5.198 séquels. En dicho año vivían en Rahat 277 personas que recibían ayudas del gobierno, mientras que 10.906 trabajadores recibieron una garantía de sus ingresos. En el año 2000 había 3.983 trabajadores asalariados y 437 trabajadores por cuenta propia.     
Según el CBS, el salario medio en Rahat en 2009 era de 3.961 séquels, casi la mitad de la media nacional, que se encontraba en 7.070 séquels.      

### Desempleo
En 2014, la tasa de desempleo en Rahat era del 34%, aunque a fecha de 2017 se había reducido hasta el 14%, en gran parte debido a la construcción del parque industrial de Idan HaNegev.

## Educación

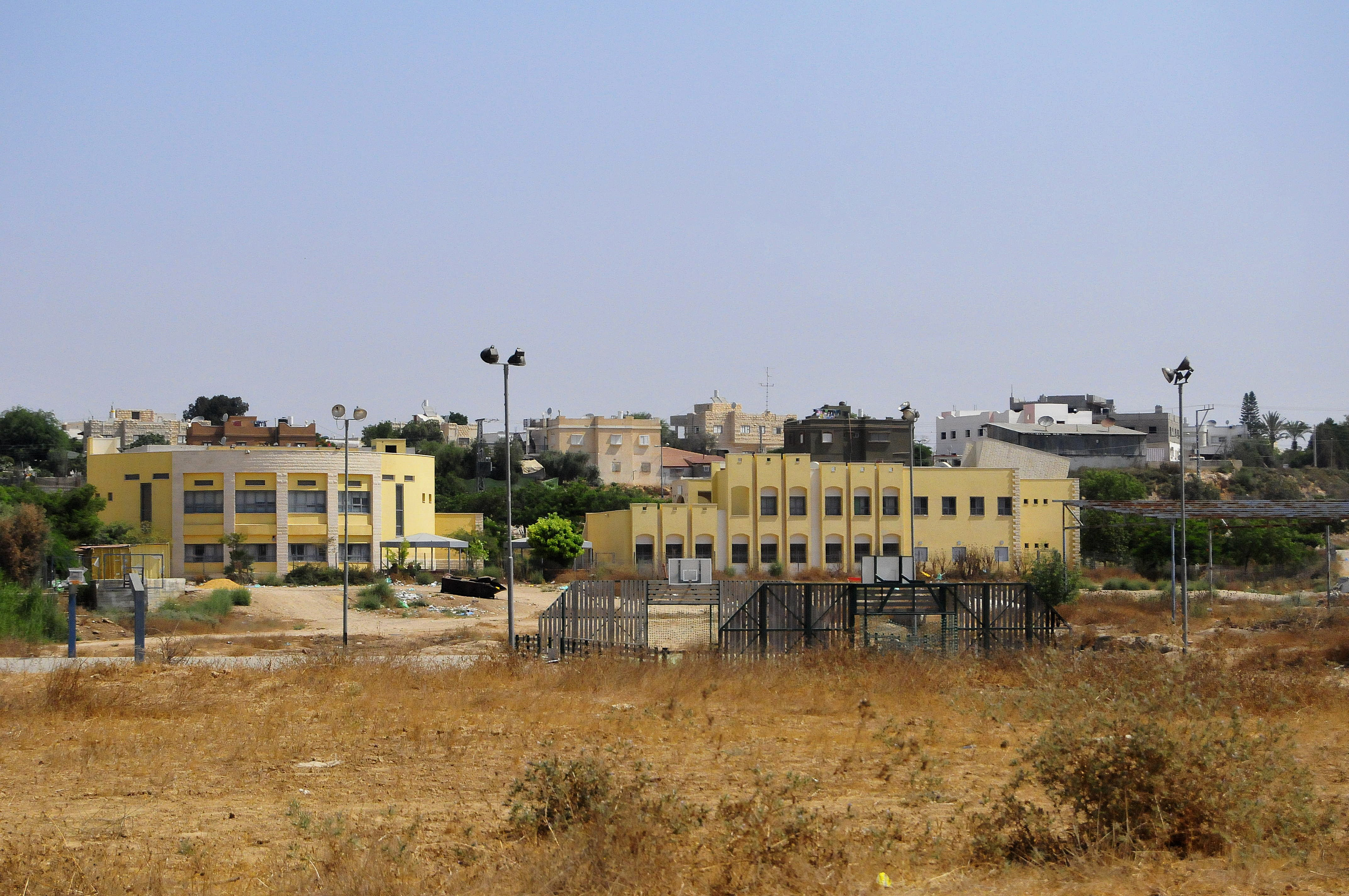
Escuela en Rahat

La población estudiantil de Rahat en el curso académico 2011-2012 era de unos 19.000 alumnos. Debido a la cercanía geográfica de Beerseba, la mayoría de los alumnos de Rahat estudian en la Universidad Ben Gurion del Néguev, mientras que otros lo hacen en la Universidad Académica Sapir de Sderot. También está programada la construcción de un campus de la Universidad de Harvard en Rahat, dentro del polígono industrial Idan HaNegev. Se tratará del primer campus construido en Rahat, y será supervisado por la Universidad Ben Gurion del Néguev, siendo considerado una delegación de esta. 
El estado de mantenimiento de las escuelas de Rahat es muy pobre. Un informe de 2011 del Ministerio de Sanidad denunciaba que, por ejemplo, los 600 alumnos de la escuela elemental Ibn Sina (hecha de estructuras prefabricadas) solo contaban con 4 retretes a su disposición, que además estaban rotos en el momento de la inspección. El informe descubrió que todas las escuelas de Rahat contenían serios problemas sanitarios. El presidente del Consejo Nacional del Niño de Israel, Yitzhak Kadman, declaró "las escuelas son un serio riesgo de salud y seguridad. (...) También constituyen una violación de los derechos humanos básicos de los niños, además del peligro que suponen para su salud y seguridad."

## Sanidad
Rahat cuenta con un número de servicios públicos a disposición de sus habitantes, tales como servicios médicos, escuelas, asistencia laboral, tiendas, etc. Hay delegaciones de diversas clínicas médicas como Leumit, Clalit o Maccabi, así como varios centros de atención pediátrica Tipat Halav. En 2013, un estudio de la Organización Mundial de la Salud encontró el virus de la polio en el alcantarillado de Rahat, si bien sus responsables afirmaron que era muy difícil que se extendiera entre sus habitantes gracias a la alta tasa de inmunización de la población.

## Transporte
En junio de 2007 se inauguró en Rahat la nueva estación de tren Lehavim-Rahat, que proporciona sus servicios tanto a los habitantes de Rahat como a los de los suburbios de Lehavim. Su construcción facilitó el acceso de la población local a puestos laborales y estudiantiles en Beerseba y en el resto del país. 
Hay autobuses de las compañías Galim y Dan BaDarom. Durante un largo periodo de tiempo, los únicos autobuses que circulaban por la ciudad eran privados, pero en 2009 se amplió y mejoró el sistema de transporte por autobús y una serie de compañías nacionales comenzaron a adentrarse en la ciudad.

## Lenguaje
Según el diario israelí Haaretz, a la mayoría de los habitantes de Rahat les cuesta, en el mejor de los casos, hablar hebreo. Pese a que la práctica totalidad de los habitantes de Rahat tienen al árabe como lengua materna y pese a la condición de dicho idioma como lengua cooficial de Israel, casi todos los carteles de la ciudad están en hebreo y algunos de ellos solamente en hebreo. En las oficinas del Instituto de la Seguridad Social, que abrieron sus puertas en 2013, solo uno de sus trabajadores habla árabe, lo que dificulta gravemente el acceso de los habitantes de Rahat a los derechos que tienen como ciudadanos de Israel, y especialmente a los ancianos.

## Personalidades
- Talal Alkernawi, alcalde de Rahat.
- Ouda Tarabin, beduino israelí que fue encarcelado en Egipto por cruzar ilegalmente la frontera.[24]
- Dr. Alean Al-Krenawi, Decano y profesor de la Facultad de Trabajo Social de la Memorial University, así como expresidente del Departamento Spitzer de Trabajo Social de la Universidad Ben Gurion del Néguev, en Israel.
- Suleiman Al-Shafhe, periodista que trabajó en el Canal 2 cubriendo asuntos relacionados con los palestinos.[25]
- Ahmed Alansasra, artista.
- Kamla Abu Zeila, cineasta beduina creadora de documentales sociales.[26]
- Yusra Abu-Kaff, cineasta beduino.
- Mai Alfrawna, cineasta.
- Morad Alfrawna, cineasta que tomó parte en el proyecto cinematográfico "Back and Forth" ("Hacia atrás y hacia adelante").
- Ahmad Amrani, uno de los líderes del Movimiento Verde. En 2002 creó "Rahat Verde", la primera organización ecologista de Rahat, dedicada a los asuntos medioambientales de la ciudad.[27]